# Greg Best
Greg Best, född den 23 juli 1964 i Lynchburg, Virginia, är en amerikansk ryttare.
Han tog OS-silver i lagtävlingen i hoppning i samband med de olympiska ridsporttävlingarna 1988 i Seoul.